# 萧九万
萧九万（？—？），江西南昌（今江西南昌）人，是一名明朝政治人物。岁生出身。
萧九万曾接替朱直任华亭县知县一职，1378年由蒋惠接任。